# Confessio (architectuur)

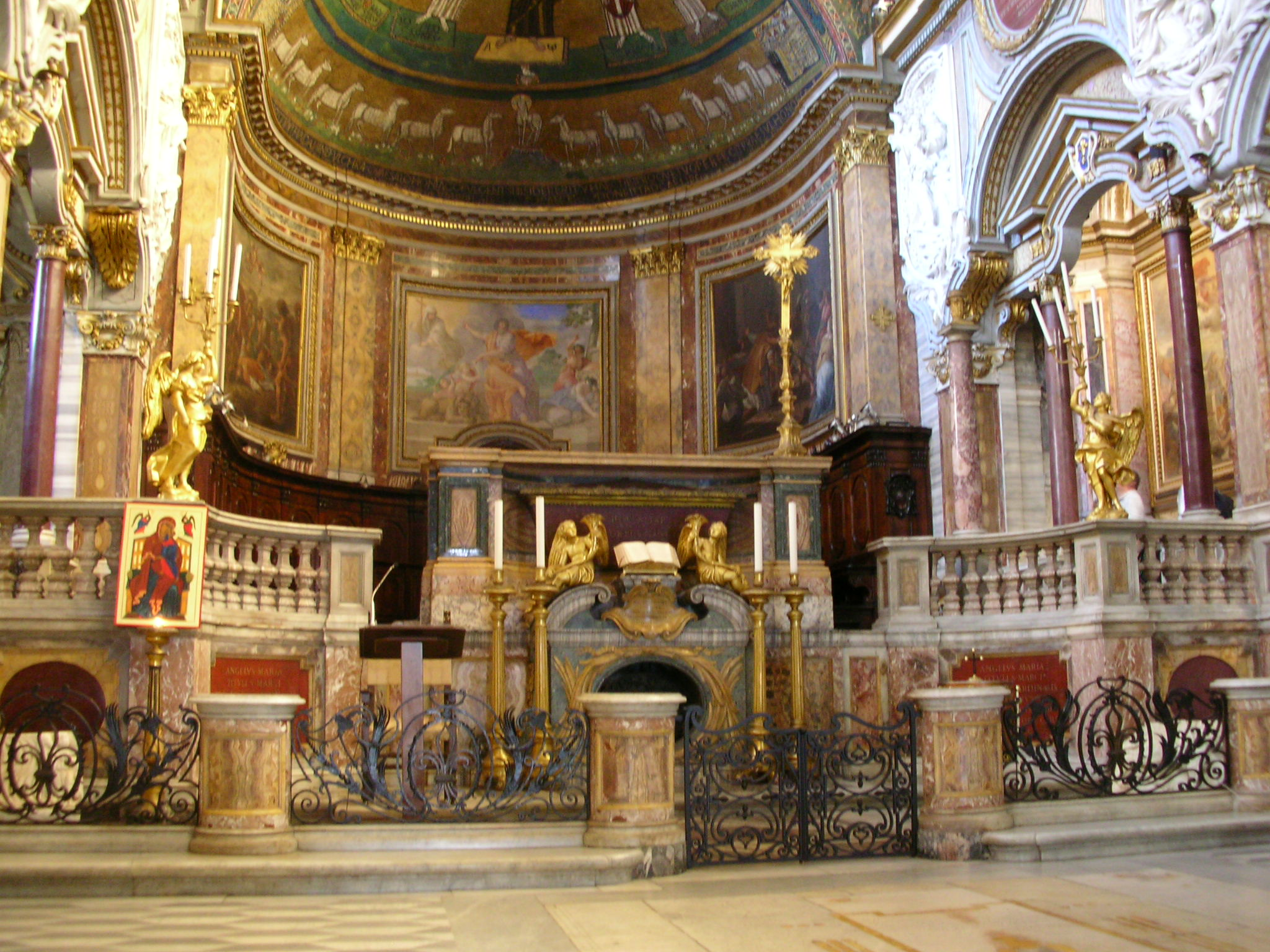
Hoogaltaar in San Marco, Rome met confessio

Een confessio kan in de kerkelijke architectuur meerdere betekenissen hebben, die alle te maken hebben met de plaats van relieken van een heilige in een kerk:
1. De voorzijde van de verhoging onder het hoofdaltaar met daarin vensters waardoor het graf van een heilige zichtbaar is.
2. De omgang in een crypte rond het graf van een heilige of rond de daar bewaarde relieken.
3. Een of meerdere nissen in de muur achter een altaar waarin relieken van een heilige bewaard werden.

Het woord confessio stamt uit het Latijn en betekent "belijdenis".